# Transporte em Natal (Rio Grande do Norte)

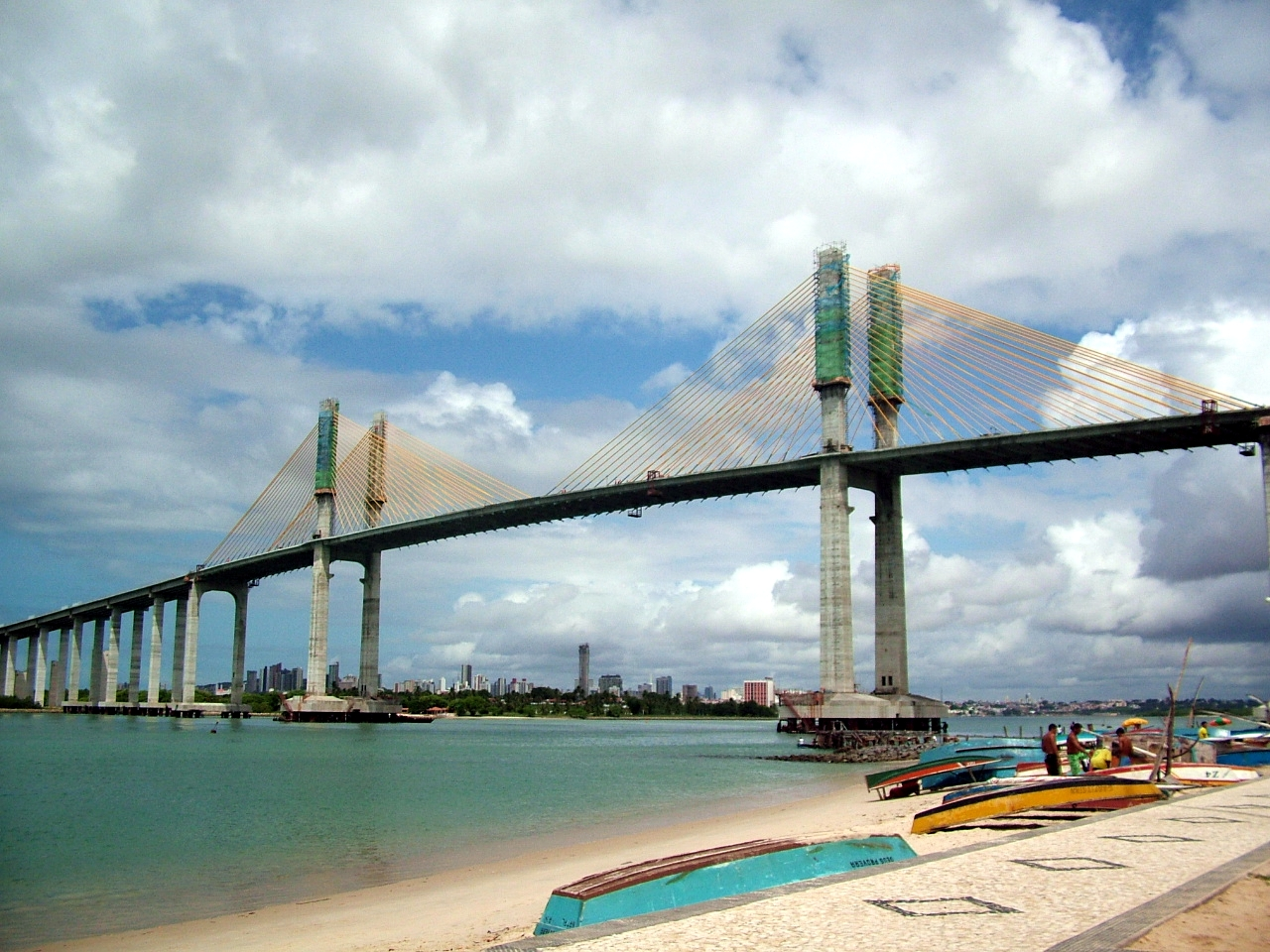
Ponte Newton Navarro é uma das principais saídas da zona Norte da cidade

Natal, capital do estado do Rio Grande do Norte, já foi conhecida como uma cidade de avenidas largas. Porém, nos últimos anos, a frota de veículos da cidade vem crescendo velozmente. Em 1992 a cidade tinha uma frota de veículos de 74.275. De 1992 até 2010 a frota quadruplicou em Natal, chegando a 298.995. Se somarmos os municípios vizinhos de São Gonçalo do Amarante, Macaíba, Extremoz e Ceará-Mirim, a frota de veículos circulando passa a ser de 380 mil. E a frota continua a crescer cerca de 2 mil veículos por mês.
Com esse crescimento veloz na frota de veículos, Natal deixou de ser conhecida como a cidade de largas avenidas e passou a enfrentar diversos problemas com congestionamentos. Todas as regiões da cidade têm enfrentados problemas com engarrafamentos nas principais avenidas.
O transporte público não tem acompanhado o crescimento da cidade, o que acaba incentivando os moradores a utilizarem os carros, além dos incentivos do governo federal para a compra de veículos.
Hoje a capital potiguar dispõe de 6 (seis) empresas permissionárias que são: Auto Ônibus Santa Maria Transporte e Turismo, Empresa de Transportes Nossa Senhora da Conceição, Transnacional Transportes Urbanos, Transportes Cidade do Natal, Transportes Guanabara e a Via Sul Transportes (Transflor).
A Secretária Municipal de Mobilidade Urbana (STTU) é a responsável por gerir o trânsito e transporte na cidade.

## Algumas alterações para melhorar o trânsito
Uma das principais alterações foi a implantação do sentido único na Avenida Coronel Estevam, a partir da Avenida Antônio Basílio. Essa via é o principal acesso para quem sai da zona Oeste em direção aos bairros do centro da cidade. Outra intervenção foi a implantação de rotatórias em diversas vias da cidade. e a abertura de um novo cruzamento na Av. Prudente de Morais com a Rua Raimundo Chaves, dando uma nova opção de acesso para a zona Oeste da cidade. Além dessas intervenções, estão previstas a construção de um viaduto na BR 101, pelo DNIT, na altura da Avenida Maria Lacerda e a finalização da construção do prolongamento da Avenida Prudente de Morais, pelo DER, que servirá como mais uma saída para Natal.

## Transporte
O transporte público em Natal é feito basicamente por linhas de ônibus e transporte alternativo. Também existe duas linhas de trens urbanos, porém não atende todos os bairros da cidade.
O sistema de transporte público de Natal nasceu com os bondes puxado a tração animal, no século XIX. Esses veículos eram muito lentos. Alguns diziam que era melhor se deslocar a pé do que esperar os veículos, pois o intervalo entre os carros era grandes. O serviço era explorado pela empresa Ferro Carril de Natal.
Em 2 de outubro de 1891, começaram a circular os bondes elétricos. Até agosto de 1915, a cidade contava com apenas quatro linhas de bonde para interligar os bairros da Ribeira e Alecrim. O itinerário era feito em linhas duplas passando por todas as áreas da cidade. Mesmo sendo movido a tração elétrica, os veículos eram bastantes lentos. Os usuários diziam que se o chapéu de um homem caísse dava tempo de ele descer, pegá-lo e voltar para dentro do veículo. Em 1935 o serviço deixou de operar, devido a depredação dos veículos pelos manifestantes da Revolução Comunista. O serviço funcionava a partir das 5 da manhã, com a saída dos veículos de suas garagens na Companhia de Força e Luz, situadas na Ribeira.
Após os bondes, vieram as "Birutas", os primeiros veículos de transportes pneumáticos de Natal e, com eles a organização do sistema de transportes de passageiros.
Em 1966, começam a rodar os primeiros ônibus com "catracas" que registram o número de passageiros. A primeira empresa a explorar o serviço foi a Guanabara, que explora linhas até hoje, com a linha 100 (que interligava os bairros das Rocas e Quintas).

### Sistema de ônibus e alternativos

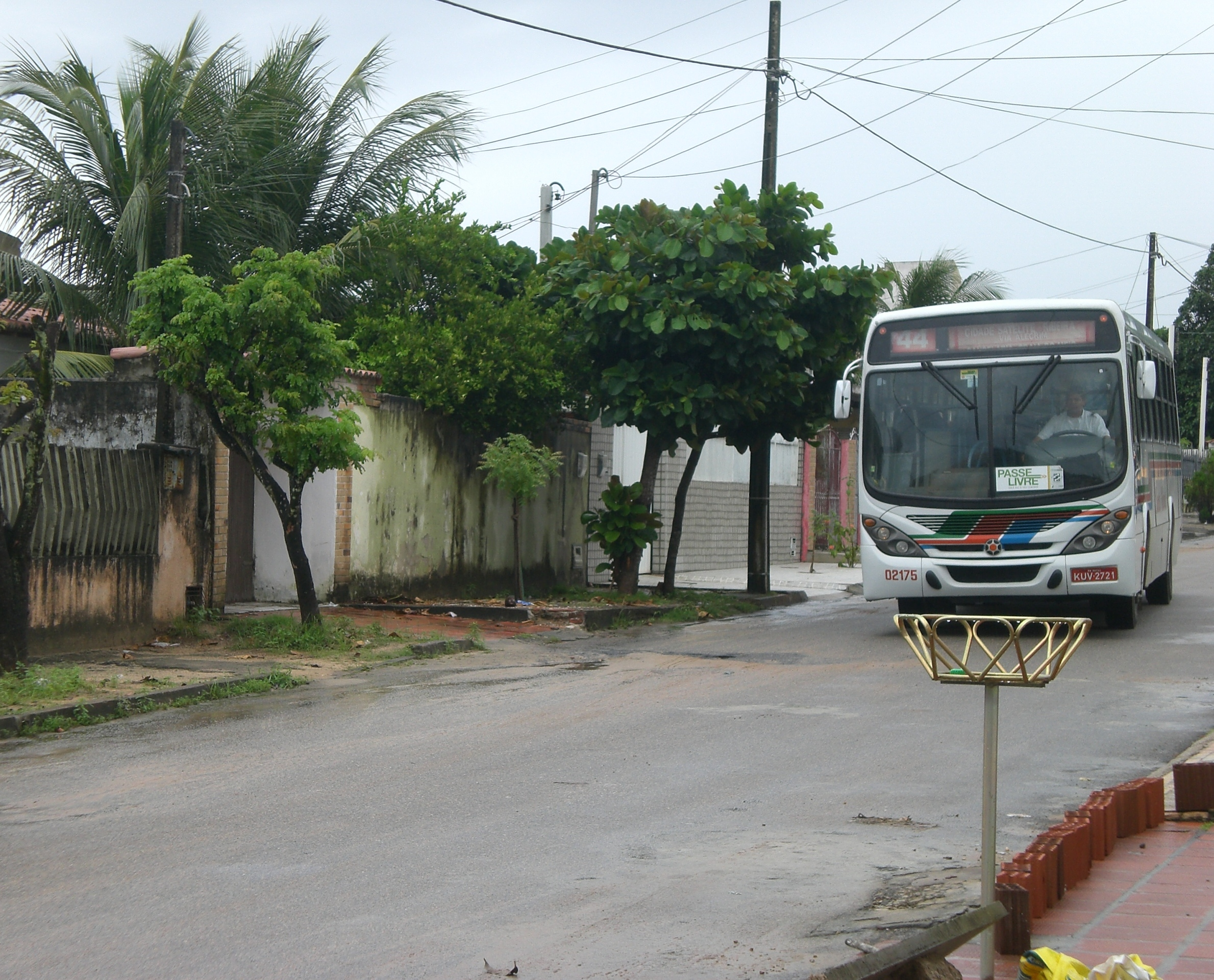
Ônibus da linha 44, explorada pela empresa Santa Maria

Hoje, o sistema de ônibus é operado no regime de concessão e seis empresas tem autorização de operar no sistema: Guanabara, Santa Maria, Nossa Senhora da Conceição, Transportes Cidade do Natal, Reunidas Transportes Urbanos, Santa Maria e Via Sul. Circulam 587 ônibus diariamente (a frota total é de 685). O sistema transporta cerca de 99,2 milhões ao ano, nas 80 linhas da cidade. A idade média da frota é de 8,21 anos, sendo que a empresa que tem os ônibus mais antigos em operação, são da empresa Nossa Senhora da Conceição, e a empresa com a frota mais nova é a Transportes Cidade do Natal.
O sistema de transporte alternativo, ou opcional, em Natal é operado por micro-ônibus desde da administração o então prefeito Carlos Eduardo Alves. A frota é de 177 veículos que se dividem em 27 linhas.

### Metrô de superfície
O metrô de Natal é um metrô de superfície gerido pela Companhia Brasileira de Trens Urbanos (CBTU) e transporta cerca de 9,3 mil passageiros ao dia em seus 56 km. É composto por 2 linhas e 22 de estações, que interligam os municípios Ceará Mirim, Extremoz, Natal e Parnamirim.

### Projetos Futuros para o Sistema de Transporte
Pró-Transporte
A meta do projeto é promover melhorias no tráfego da zona norte, região mais populosa de Natal, a partir de mudanças físicas que ainda incluem a construção de passarelas na avenida Thomaz Landim e estações de transferência, a duplicação das avenidas das Fronteiras, Toncantinea e Rio Doce e, principalmente, corredores exclusivos para ônibus. Infelizmente o projeto está estagnado.